# Никола Стоянов (актьор)
Вижте пояснителната страница за други личности с името Никола Стоянов.
Никола Стоянов е български актьор, известен с ролята на Тино в сериала „Революция Z“.

## Биография
Роден е на 10 октомври 1988 г. в София. През 2011 г. завършва актьорско майсторство за драматичен театър в НАТФИЗ в класа на проф. Атанас Атанасов. От 2014 г. учи магистратура „Театрална режисура“ в НАТФИЗ. През 2015 г. е част от младежкото жури на 19-ия „София Филм Фест“.

## Театър
Никола Стоянов играе на сцените на Младежкия театър „Николай Бинев“, Народния театър, Театър 199 и Театрална работилница „Сфумато“ в София. Участва в постановките:
- „Кола Брьонон“ – младият Кола
- „Крал Лир“ – капитана
- „Островът на съкровищата“ – Джордж Веселото
- „Дамата с камелиите“ – Гюстав
- „Малкият Мук“
- „Криминале 2D“ – Алекс
- „Карлсон, който живее на покрива“
- „Скъпа Елена Сергеевна“
- „Господин Балкански“
- „Някои го предпочитат...“
- „Момо“[2][3]
- "Любов" - Той 2
- "Пилето" - Ал Коломбато

## Филмография
- “Гунди - Легенда за любовта” (2024) - Динко Дерменджиев
- „Връзки“ (тв сериал, 2015 – 2016) – Андрю
- „Летовници“ (2016) – младеж във влака
- „Революция Z“ (тв сериал, 2012 – 2014) – Тино[2][1]
- „Миграцията на паламуда“ (2011) – Кирил
- „Песен на песните“ – едното момче
- „Късата клечка“
- „Под прикритие“

## Режисьор
Сатиричен театър „Алеко Константинов“
- Да останем само приятели (2023)